# Grand Prix Monako 2013

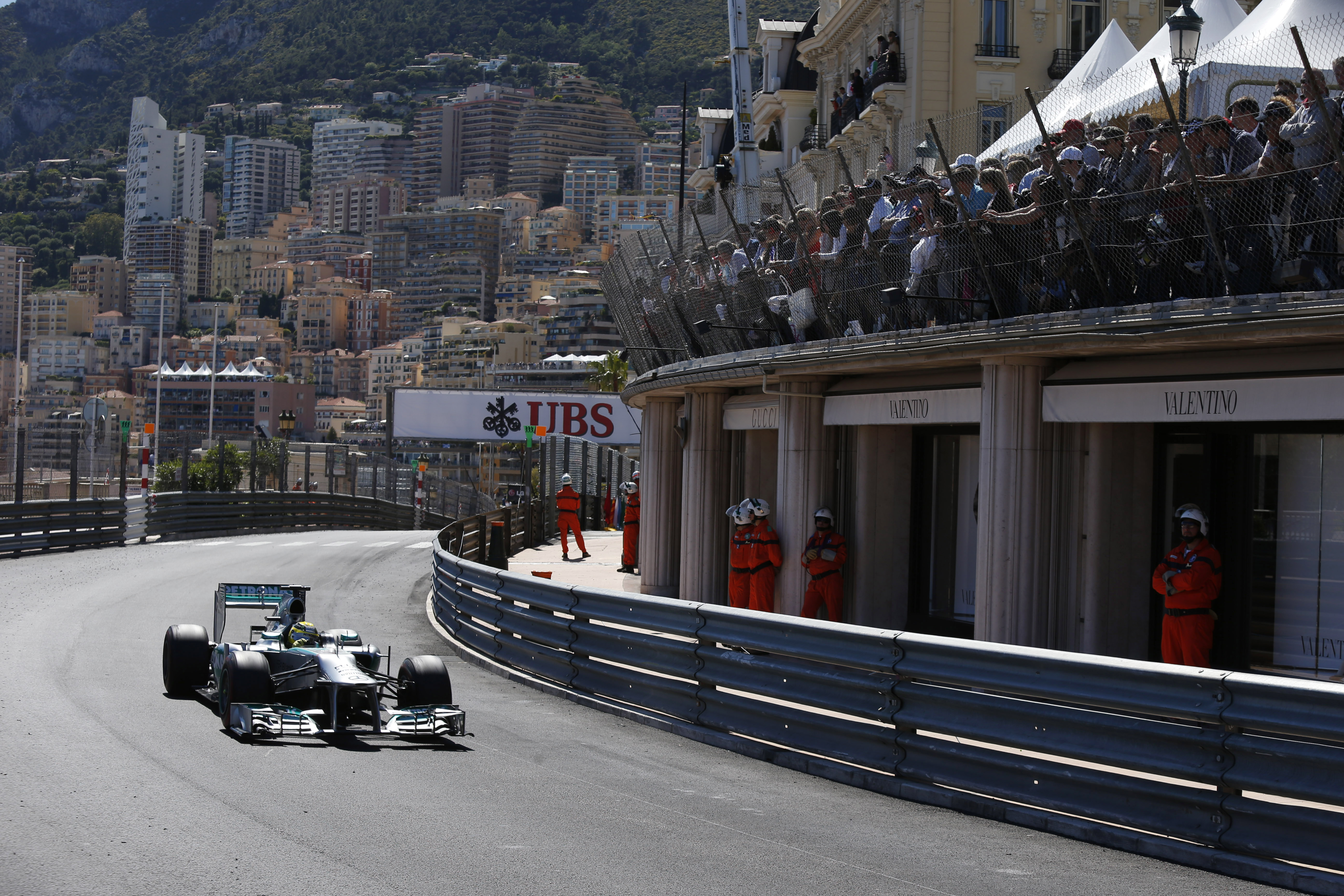
Nico Rosberg podczas Grand Prix Monako 2013

Grand Prix Monako 2013 (oficjalnie Formula 1 Grand Prix de Monaco 2013) – szósta runda Mistrzostw Świata Formuły 1 w sezonie 2013.

## Lista startowa
| Nr | Kierowca            | Zespół                        | Samochód          | Silnik               | Opony |
| -- | ------------------- | ----------------------------- | ----------------- | -------------------- | ----- |
| 1  | Sebastian Vettel    | Infiniti Red Bull Racing      | Red Bull RB9      | Renault RS27-2013    | P     |
| 2  | Mark Webber         | Infiniti Red Bull Racing      | Red Bull RB9      | Renault RS27-2013    | P     |
| 3  | Fernando Alonso     | Scuderia Ferrari              | Ferrari F138      | Ferrari 056          | P     |
| 4  | Felipe Massa        | Scuderia Ferrari              | Ferrari F138      | Ferrari 056          | P     |
| 5  | Jenson Button       | Vodafone McLaren Mercedes     | McLaren MP4-28    | Mercedes-Benz FO108F | P     |
| 6  | Sergio Pérez        | Vodafone McLaren Mercedes     | McLaren MP4-28    | Mercedes-Benz FO108F | P     |
| 7  | Kimi Räikkönen      | Lotus F1 Team                 | Lotus E21         | Renault RS27-2013    | P     |
| 8  | Romain Grosjean     | Lotus F1 Team                 | Lotus E21         | Renault RS27-2013    | P     |
| 9  | Nico Rosberg        | Mercedes AMG Petronas F1 Team | Mercedes F1 W04   | Mercedes-Benz FO108F | P     |
| 10 | Lewis Hamilton      | Mercedes AMG Petronas F1 Team | Mercedes F1 W04   | Mercedes-Benz FO108F | P     |
| 11 | Nico Hülkenberg     | Sauber F1 Team                | Sauber C32        | Ferrari 056          | P     |
| 12 | Esteban Gutiérrez   | Sauber F1 Team                | Sauber C32        | Ferrari 056          | P     |
| 14 | Paul di Resta       | Sahara Force India F1 Team    | Force India VJM06 | Mercedes-Benz FO108F | P     |
| 15 | Adrian Sutil        | Sahara Force India F1 Team    | Force India VJM06 | Mercedes-Benz FO108F | P     |
| 16 | Pastor Maldonado    | Williams F1 Team              | Williams FW35     | Renault RS27-2013    | P     |
| 17 | Valtteri Bottas     | Williams F1 Team              | Williams FW35     | Renault RS27-2013    | P     |
| 18 | Jean-Éric Vergne    | Scuderia Toro Rosso           | Toro Rosso STR8   | Ferrari 056          | P     |
| 19 | Daniel Ricciardo    | Scuderia Toro Rosso           | Toro Rosso STR8   | Ferrari 056          | P     |
| 20 | Charles Pic         | Caterham F1 Team              | Caterham CT03     | Renault RS27-2013    | P     |
| 21 | Giedo van der Garde | Caterham F1 Team              | Caterham CT03     | Renault RS27-2013    | P     |
| 22 | Jules Bianchi       | Marussia F1 Team              | Marussia MR02     | Cosworth CA2013      | P     |
| 23 | Max Chilton         | Marussia F1 Team              | Marussia MR02     | Cosworth CA2013      | P     |
| Nr | Kierowca            | Zespół                        | Samochód          | Silnik               | Opony |

## Wyniki

### Sesje treningowe
Źródło: Wyprzedź Mnie!
| Sesja | Nr | Kierowca     | Konstruktor | Czas     | Okr. |
| ----- | -- | ------------ | ----------- | -------- | ---- |
| 1     | 9  | Nico Rosberg | Mercedes    | 1:16,195 | 31   |
| 2     | 9  | Nico Rosberg | Mercedes    | 1:14,759 | 46   |
| 3     | 9  | Nico Rosberg | Mercedes    | 1:14,378 | 22   |

### Kwalifikacje
Źródło: Wyprzedź Mnie!
| Poz. | Nr | Kierowca            | Konstruktor          | Q1       | Q2       | Q3       | Poz. s. |
| ---- | -- | ------------------- | -------------------- | -------- | -------- | -------- | ------- |
| 1    | 9  | Nico Rosberg        | Mercedes             | 1:24,620 | 1:16,135 | 1:13,876 | 1       |
| 2    | 10 | Lewis Hamilton      | Mercedes             | 1:23,779 | 1:16,265 | 1:13,967 | 2       |
| 3    | 1  | Sebastian Vettel    | Red Bull-Renault     | 1:24,243 | 1:15,988 | 1:13,980 | 3       |
| 4    | 2  | Mark Webber         | Red Bull-Renault     | 1:25,352 | 1:17,322 | 1:14,181 | 4       |
| 5    | 7  | Kimi Räikkönen      | Lotus-Renault        | 1:25,835 | 1:16,040 | 1:14,822 | 5       |
| 6    | 3  | Fernando Alonso     | Ferrari              | 1:23,712 | 1:16,510 | 1:14,824 | 6       |
| 7    | 6  | Sergio Pérez        | McLaren-Mercedes     | 1:24,682 | 1:17,748 | 1:15,138 | 7       |
| 8    | 15 | Adrian Sutil        | Force India-Mercedes | 1:25,108 | 1:17,261 | 1:15,383 | 8       |
| 9    | 5  | Jenson Button       | McLaren-Mercedes     | 1:23,744 | 1:17,420 | 1:15,647 | 9       |
| 10   | 18 | Jean-Éric Vergne    | Toro Rosso-Ferrari   | 1:23,699 | 1:17,623 | 1:15,703 | 10      |
| 11   | 11 | Nico Hülkenberg     | Sauber-Ferrari       | 1:25,547 | 1:18,331 | –        | 11      |
| 12   | 19 | Daniel Ricciardo    | Toro Rosso-Ferrari   | 1:24,852 | 1:18,344 | –        | 12      |
| 13   | 8  | Romain Grosjean     | Lotus-Renault        | 1:23,738 | 1:18,603 | –        | 13      |
| 14   | 17 | Valtteri Bottas     | Williams-Renault     | 1:24,681 | 1:19,077 | –        | 14      |
| 15   | 21 | Giedo van der Garde | Caterham-Renault     | 1:26,095 | 1:19,408 | –        | 15      |
| 16   | 16 | Pastor Maldonado    | Williams-Renault     | 1:23,452 | 1:21,688 | –        | 17      |
| 17   | 14 | Paul di Resta       | Force India-Mercedes | 1:26,322 | –        | –        | 17      |
| 18   | 20 | Charles Pic         | Caterham-Renault     | 1:26,633 | –        | –        | 18      |
| 19   | 12 | Esteban Gutiérrez   | Sauber-Ferrari       | 1:26,917 | –        | –        | 19      |
| 20   | 23 | Max Chilton         | Marussia-Cosworth    | 1:27,303 | –        | –        | 22      |
|      | 22 | Jules Bianchi       | Marussia-Cosworth    | –        | –        | –        | 20      |
|      | 4  | Felipe Massa        | Ferrari              | –        | –        | –        | 21      |

### Wyścig
Źródło: Wyprzedź Mnie!
| P                 | + / –     | Nr | Kierowca            | Konstruktor          | Okr. | Czas / Strata           | Komentarz             |
| ----------------- | --------- | -- | ------------------- | -------------------- | ---- | ----------------------- | --------------------- |
| 1                 | Bez zmian | 9  | Nico Rosberg        | Mercedes             | 78   | 2h17m52,056             |                       |
| 2                 | 1         | 1  | Sebastian Vettel    | Red Bull-Renault     | 78   | +0:03,888               |                       |
| 3                 | 1         | 2  | Mark Webber         | Red Bull-Renault     | 78   | +0:06,314               |                       |
| 4                 | 2         | 10 | Lewis Hamilton      | Mercedes             | 78   | +0:13,894               |                       |
| 5                 | 3         | 15 | Adrian Sutil        | Force India-Mercedes | 78   | +0:21,477               |                       |
| 6                 | 3         | 5  | Jenson Button       | McLaren-Mercedes     | 78   | +0:23,103               |                       |
| 7                 | 1         | 3  | Fernando Alonso     | Ferrari              | 78   | +0:26,734               |                       |
| 8                 | 2         | 18 | Jean-Éric Vergne    | Toro Rosso-Ferrari   | 78   | +0:27,223               |                       |
| 9                 | 8         | 14 | Paul di Resta       | Force India-Mercedes | 78   | +0:27,608               |                       |
| 10                | 5         | 7  | Kimi Räikkönen      | Lotus-Renault        | 78   | +0:36,582               |                       |
| 11                | Bez zmian | 11 | Nico Hülkenberg     | Sauber-Ferrari       | 78   | +0:42,572               |                       |
| 12                | 2         | 17 | Valtteri Bottas     | Williams-Renault     | 78   | +0:42,691               |                       |
| 13                | 6         | 12 | Esteban Gutiérrez   | Sauber-Ferrari       | 78   | +0:43,212               |                       |
| 14                | 8         | 23 | Max Chilton         | Marussia-Cosworth    | 78   | +0:49,885               | [ b ]                 |
| 15                | Bez zmian | 21 | Giedo van der Garde | Caterham-Renault     | 78   | +1:02,590               |                       |
| 16                | 1         | 6  | Sergio Pérez        | McLaren-Mercedes     | 72   | +6 okr.                 | uszkodzenia z kolizji |
| Niesklasyfikowani |           |    |                     |                      |      |                         |                       |
|                   |           | 8  | Romain Grosjean     | Lotus-Renault        | 63   | uszkodzenia z kolizji z | Ricciardo             |
|                   |           | 19 | Daniel Ricciardo    | Toro Rosso-Ferrari   | 61   | kolizja z Grosjean’em   |                       |
|                   |           | 22 | Jules Bianchi       | Marussia-Cosworth    | 58   | wypadek                 |                       |
|                   |           | 16 | Pastor Maldonado    | Williams-Renault     | 44   | kolizja z Chiltonem     |                       |
|                   |           | 4  | Felipe Massa        | Ferrari              | 28   | wypadek                 |                       |
|                   |           | 20 | Charles Pic         | Caterham-Renault     | 7    | awaria                  |                       |
| P                 | + / –     | Nr | Kierowca            | Konstruktor          | Okr. | Czas / Strata           | Komentarz             |

### Najszybsze okrążenie
Źródło: Wyprzedź Mnie!
| Nr | Kierowca         | Konstruktor      | Czas     | Okr. |
| -- | ---------------- | ---------------- | -------- | ---- |
| 1  | Sebastian Vettel | Red Bull-Renault | 1:16,577 | 77   |

## Prowadzenie w wyścigu
| Nr                              | Kierowca     | Okrążenia | Suma |
| ------------------------------- | ------------ | --------- | ---- |
| 9                               | Nico Rosberg | 1-78      | 78   |
| \| Wykres \| \| ------ \| \| \| |              |           |      |
| Wykres                          |              |           |      |
|                                 |              |           |      |

## Klasyfikacja po wyścigu

### Kierowcy
| P  | +/− | Kierowca            | Starty | Punkty | P1 | P2 | P3 | PP | NO | NS |
| -- | --- | ------------------- | ------ | ------ | -- | -- | -- | -- | -- | -- |
| 1  | 0   | Sebastian Vettel    | 6      | 107    | 2  | 1  | 1  | 2  | 3  | –  |
| 2  | 0   | Kimi Räikkönen      | 6      | 86     | 1  | 3  | –  | –  | 1  | –  |
| 3  | 0   | Fernando Alonso     | 6      | 78     | 2  | 1  | –  | –  | –  | 1  |
| 4  | 0   | Lewis Hamilton      | 6      | 62     | –  | –  | 2  | 1  | –  | –  |
| 5  | +1  | Mark Webber         | 6      | 57     | –  | 1  | 1  | –  | –  | 1  |
| 6  | +3  | Nico Rosberg        | 6      | 47     | 1  | –  | –  | 3  | –  | 2  |
| 7  | −2  | Felipe Massa        | 6      | 45     | –  | –  | 1  | –  | –  | 1  |
| 8  | 0   | Paul di Resta       | 6      | 28     | –  | –  | –  | –  | –  | 1  |
| 9  | −2  | Romain Grosjean     | 6      | 26     | –  | –  | 1  | –  | –  | 2  |
| 10 | 0   | Jenson Button       | 6      | 25     | –  | –  | –  | –  | –  | –  |
| 11 | +2  | Adrian Sutil        | 6      | 16     | –  | –  | –  | –  | –  | 2  |
| 12 | −1  | Sergio Pérez        | 6      | 12     | –  | –  | –  | –  | 1  | –  |
| 13 | −1  | Daniel Ricciardo    | 6      | 7      | –  | –  | –  | –  | –  | 2  |
| 14 | 0   | Nico Hülkenberg     | 5      | 5      | –  | –  | –  | –  | –  | –  |
| 15 | 0   | Jean-Éric Vergne    | 6      | 5      | –  | –  | –  | –  | –  | 2  |
| 16 | 0   | Esteban Gutiérrez   | 6      | 0      | –  | –  | –  | –  | 1  | 1  |
| 17 | 0   | Valtteri Bottas     | 6      | 0      | –  | –  | –  | –  | –  | –  |
| 18 | 0   | Pastor Maldonado    | 6      | 0      | –  | –  | –  | –  | –  | 3  |
| 19 | 0   | Jules Bianchi       | 6      | 0      | –  | –  | –  | –  | –  | 1  |
| 20 | 0   | Charles Pic         | 6      | 0      | –  | –  | –  | –  | –  | 1  |
| 21 | +1  | Max Chilton         | 6      | 0      | –  | –  | –  | –  | –  | –  |
| 22 | −1  | Giedo van der Garde | 6      | 0      | –  | –  | –  | –  | –  | 1  |
| P  | +/− | Kierowca            | Starty | Punkty | P1 | P2 | P3 | PP | NO | NS |

### Konstruktorzy
| P  | +/− | Konstruktor          | Starty | Punkty | P1 | P2 | P3 | PP | NO | NS |
| -- | --- | -------------------- | ------ | ------ | -- | -- | -- | -- | -- | -- |
| 1  | 0   | Red Bull-Renault     | 12     | 164    | 2  | 2  | 2  | 2  | 3  | 1  |
| 2  | 0   | Ferrari              | 12     | 123    | 2  | 1  | 1  | –  | –  | 2  |
| 3  | 0   | Lotus-Renault        | 12     | 112    | 1  | 3  | 1  | –  | 1  | 2  |
| 4  | 0   | Mercedes             | 12     | 109    | 1  | –  | 2  | 4  | –  | 1  |
| 5  | 0   | Force India-Mercedes | 12     | 44     | –  | –  | –  | –  | –  | 3  |
| 6  | 0   | McLaren-Mercedes     | 12     | 37     | –  | –  | –  | –  | 1  | –  |
| 7  | 0   | Toro Rosso-Ferrari   | 12     | 12     | –  | –  | –  | –  | –  | 4  |
| 8  | 0   | Sauber-Ferrari       | 11     | 5      | –  | –  | –  | –  | 1  | 1  |
| 9  | 0   | Williams-Renault     | 12     | 0      | –  | –  | –  | –  | –  | 3  |
| 10 | 0   | Marussia-Cosworth    | 12     | 0      | –  | –  | –  | –  | –  | 1  |
| 11 | 0   | Caterham-Renault     | 12     | 0      | –  | –  | –  | –  | –  | 2  |
| P  | +/− | Konstruktor          | Starty | Punkty | P1 | P2 | P3 | PP | NO | NS |